# Kazimierz Przybyś
Kazimierz Przybyś (Radom, 1960. július 11. –) válogatott lengyel labdarúgó, hátvéd.

## Pályafutása

### Klubcsapatban
1983–84-ben a Śląsk Wrocław, 1985 és 1990 között a Widzew Łódź labdarúgója volt. A Widzew csapatával egyszeres lengyel kupagyőztes volt.

### A válogatottban
1985 és 1987 között 15 alkalommal szerepelt a lengyel válogatottban. Tagja volt az 1986-os mexikói világbajnokságon részt vevő csapatnak.

## Sikerei, díjai
Widzew Łódź
- Lengyel kupa
  - győztes: 1985